# Святое собеседование (картина Андреа Превитали)
«Святое собеседование» (итал. Sacra conversazione), или «Мадонна с Младенцем и святыми Иоанном Крестителем и Екатериной Александрийской» (итал. Madonna col Bambino e santi Giovanni Battista e Caterina d'Alessandria) — картина живописца итальянского Возрождения венецианской школы Андреа Превитали, ученика Джованни Беллини, на которой изображены Богоматерь с младенцем Иисусом в окружении святых Иоанна Крестителя и Екатерины Александрийской. Картина написана около 1504 года и представляет собой живопись маслом на дереве размером 70×85 см. В настоящее время хранится в церкви Святого Иова в Венеции.

## История
Автор картины родился в пригороде Бергамо. Его отец торговал нитками и иголками, отсюда и подпись художника — «Корделле Аги» (от слов итал. сordelle e agi — «шнуры и иголки»). В юном возрасте он переехал в Венецию, где поступил в школу живописи при мастерской Джованни Беллини. Последний оказал значительное влияние на всё творчество живописца. Картина «Святое собеседование» для церкви Святого Иова была написана им в этот период. В 1512 году художник вернулся в Бергамо, где его ожидали многочисленные заказы от местной аристократии.
На вероятном прототипе картины «Святое собеседование» в Лондонской национальной галерее, на картуше под изображением Девы Марии, указан 1504 год и стоит подпись автора на латыни: «Andrea Cordelle Agi dissipulus Iouanis Bellini pinxit» — «Андреа Корделле Аги учеником Иоанна Беллини написано». Там же живописец поставил число 24. Последнее у историков искусства имеет разные интерпретации. Некоторые считают его указанием на возраст художника или его личным идентификационным знаком (итал. signus tabellanolis). Таким методом пользовались нотариусы XVI века для лучшей идентификации подлинности произведений и документов.

## Описание
На картине изображена Богоматерь с Младенцем и предстоящими святым Иоанном Крестителем и святой Екатериной Александрийской в момент Мистического обручения последней с Иисусом. В картинах XVI века сюжет Мистического обручения Святой Екатерины Александрийской встречается достаточно часто.
На шее у Младенца ожерелье с коралловым кулоном. Кораллу ещё со времён Древнего Рима приписывали магическую способность защищать от бедствий и лечить болезни у новорождённых. В частности, коралловым порошком пытались лечить эпилепсию. В Средние века вера привела к мысли о том, что молитва, обращённая к Иисусу Христу и святым, может предохранить от любой болезни. Поэтому изображениям Иисуса с кораллом приписывали способность отгонять зло. Такие картины помещали над входными дверями домов для защиты их жителей.
На картине Превитали изображён святой Иоанн Креститель, имеющий внешнее сходство с тем же персонажем на картине его учителя, Джованни Беллини. Пейзаж города на дальнем плане соседствует с горами на горизонте. Святая Екатерина Александрийская изображена очень юной, в богатом одеянии и красном плаще, с пальмовой ветвью в руке, которая символизирует её мученическую смерть.